# Serge Aubin
Serge Aubin (* 15. Februar 1975 in Val-d’Or, Québec) ist ein ehemaliger kanadischer Eishockeyspieler und derzeitiger -trainer, der im Verlauf seiner aktiven Karriere zwischen 1992 und 2012 unter anderem 396 Spiele für die Colorado Avalanche, Columbus Blue Jackets und Atlanta Thrashers in der National Hockey League auf der Position des Centers bestritten hat. Darüber hinaus absolvierte Aubin weitere 247 Partien für den Genève-Servette HC und Fribourg-Gottéron in der Schweizer Nationalliga A (NLA). Seit Mai 2019 ist er als Cheftrainer bei den Eisbären Berlin in der Deutschen Eishockey Liga (DEL) angestellt. Mit den Eisbären gewann Aubin in den Jahren 2021, 2022, 2024 und 2025 die Deutsche Meisterschaft.

## Karriere

### Spielerkarriere
Die Pittsburgh Penguins wählten Aubin beim NHL Entry Draft 1994 in der siebten Runde an 161. Stelle aus, nachdem er seine Juniorenzeit in der Ligue de hockey junior majeur du Québec bei den Voltigeurs de Drummondville und den Bisons de Granby verbracht hatte. Ab 1995 spielte er dann für verschiedene Minor-League-Mannschaften, unter anderem für die Hampton Roads Admirals in der East Coast Hockey League und in der American Hockey League für Syracuse Crunch. Pittsburgh löste den Vertrag mit Aubin im Dezember 1998 auf und die Colorado Avalanche nahmen ihn als Free Agent unter Vertrag.
Nach diesem Wechsel ging er für die Hershey Bears auf das Eis, allerdings konnte er im Trikot der Avalanche sein NHL-Debüt geben. Sein erstes Spiel bestritt er gegen „The Great One“ Wayne Gretzky, der zu diesem Zeitpunkt bei den New York Rangers spielte. Die folgende Spielzeit verbrachte er in Hershey, wurde aber für 15 Spiele in den NHL-Kader berufen und wusste zu überzeugen, so dass er die gesamten Play-offs um den Stanley Cup für Colorado absolvierte. Die Avalanche verlor das Western-Conference-Finale gegen die Dallas Stars mit 4:3 und verlängerte den Vertrag mit Aubin nicht, so dass dieser von den Columbus Blue Jackets unter Vertrag genommen wurde. Aubin spielte 2000/01 seine erste komplette NHL-Saison, die seine punktbeste mit 13 Toren und 17 Assists war. Nach einer zweiten Spielzeit in Columbus kehrte er als Free Agent zu den Colorado Avalanche zurück, aber schon ein Jahr später wurde er auf die Waiver-Liste gesetzt und von den Atlanta Thrashers unter Vertrag genommen. In der Saison 2003/04 erreichte er 25 Scorerpunkte in 66 Spielen.
Während des Lockouts der NHL-Saison 2004/05 war Aubin einer von 388 NHL-Spielern, die den Streik bei europäischen Klubs überbrückten. Er unterschrieb beim Genève-Servette HC in der Schweiz, kehrte aber zur Spielzeit 2005/06 zu den Thrashers zurück und erzielte in 74 Partien sieben Tore und gab 17 Assists. Nach der Saison erhielt er erneut ein Angebot aus Genf und wurde für drei Jahre verpflichtet. In den Playoffs der Saison 2006/07 schied Servette in der ersten Runde aus – Serge Aubin wechselte daraufhin zusammen mit Kirby Law leihweise zum EHC Biel in die Nationalliga B, um den EHC im Playoff-Finale und den Relegationsspielen zu unterstützen. Ab der Saison 2009/10 spielte Aubin für Fribourg-Gottéron, bevor er 2011 zu den Hamburg Freezers wechselte.
Im European-Trophy-Spiel am 2. September 2012 gegen die Eisbären Berlin zog sich Aubin einen komplizierten Bruch des Grundgelenks des linken Daumens zu, als er einen Schuss blockte. Nach mehreren Operationen und einer immer noch eingeschränkten Funktion des Gelenks beendete Aubin am 15. Januar 2013 mit sofortiger Wirkung seine Profikarriere. Insgesamt bestritt Aubin von 2011 bis zu seinem Karriereende 51 DEL-Spiele für die Freezers, in denen er 14 Tore sowie 20 Torvorlagen erzielte.

### Trainerkarriere
Zur Saison 2013/14 wurde der Kanadier als Co-Trainer von den Freezers beschäftigt und ersetzte kurz nach Beginn der Spielzeit 2014/15 den entlassenen Benoit Laporte als Cheftrainer des Hamburger DEL-Klubs. Nachdem er die Mannschaft sportlich konsolidieren und ins obere Tabellendrittel führen konnte, verlängerte man seinen Vertrag in Hamburg bis 2017. Beim Deutschland Cup im November 2014 fungierte er als Co-Trainer der kanadischen Nationalmannschaft, 2015 war er – ebenfalls beim Deutschland Cup – Assistenztrainer der deutschen Auswahl. Im Mai 2016 kam das Aus in Hamburg: Die Freezers beantragten keine Lizenz für die DEL-Spielzeit 2016/17, Aubin, alle Spieler und Mitarbeiter wurden arbeitslos.
Kurz nach dem Ende seiner Amtszeit in Hamburg wurde Aubin als neuer Cheftrainer der Vienna Capitals aus der EBEL vorgestellt und unterschrieb dort Anfang Juni 2016 einen Zweijahresvertrag. Mit den Vienna Capitals wurde er in seiner ersten Saison als Trainer bei den Capitals im April 2017 Meister der EBEL. Ende Dezember 2017 gaben die ZSC Lions aus der Schweizer National League Aubins Verpflichtung als Cheftrainer beginnend mit der Saison 2018/19 bekannt. Am 14. Januar 2019 wurde er nach durchschnittlichen Leistungen von seinem Amt entbunden.
Am 3. Mai 2019 wurde er als neuer Cheftrainer der Eisbären Berlin vorgestellt und erhielt einen Zweijahresvertrag. Mit den Eisbären erreichte er den vierten Platz nach der Hauptrunde, jedoch wurden die Playoffs wegen der COVID-19-Pandemie in Deutschland abgesagt. In der folgenden Saison 2020/21 schloss seine Mannschaft die DEL-Gruppe Nord als Tabellenerster ab und wurde schließlich deutscher Meister. Im Jahr darauf konnte er mit seiner Mannschaft den Titel verteidigen, nachdem die Eisbären die Hauptrunde der Saison 2021/22 als Tabellenerster abschlossen. Aubin wurde nach der starken Hauptrunde als Trainer des Jahres ausgezeichnet.
Nach einer enttäuschenden Hauptrunde 2022/23 und dem Verpassen der Playoffs wurde Aubins auslaufender Vertrag um ein Jahr verlängert. Mitte November 2023 wurde bekannt gegeben, dass Aubin seinen Vertrag bis 2026 verlängert hat. In der Spielzeit 2023/24 konnten sich die Eisbären als Tabellenzweiter wieder souverän für die Playoffs qualifizieren und besiegten in der Finalserie die Fischtown Pinguins Bremerhaven mit 4:1-Siegen. Selbiges gelang in der Spielzeit 2024/25, als die Kölner Haie mit 4:1 Siegen in der Finalserie besiegt wurden. Die Eisbären haben somit unter Aubin noch keine Playoff-Serie verloren. Am 26. Juni 2025 gaben die Eisbären Berlin bekannt, dass Aubin seinen Vertrag vorzeitig bis 2028 verlängert hat.

## Sonstiges
Aubin weist als Trainer in der DEL eine Siegquote von 58,6 Prozent auf, gewann bisher 232 seiner 396 Spiele. Mit vier DEL-Meisterschaften ist er hinter Don Jackson (neun Titel) der zweiterfolgreichste Trainer der DEL-Geschichte (Stand 25. April 2025).

## Erfolge und Auszeichnungen

### Als Spieler
| - 2000 Teilnahme am AHL All-Star Classic - 2000 AHL First All-Star Team - 2007 Meister der Nationalliga B mit dem EHC Biel - 2007 Spengler-Cup-Gewinn mit dem Team Canada - 2008 Schweizer Vizemeister mit dem Genève-Servette HC | - 2008 Wertvollster Spieler der National League A - 2008 Bester Stürmer der National League A - 2008 NLA Media All-Star Team - 2008 Spengler Cup All-Star Team |

### Als Trainer
- 2017 Österreichischer Meister mit den Vienna Capitals
- 2021 Deutscher Meister mit den Eisbären Berlin
- 2022 Deutscher Meister mit den Eisbären Berlin
- 2022 DEL-Trainer des Jahres
- 2024 Deutscher Meister mit den Eisbären Berlin
- 2025 Deutscher Meister mit den Eisbären Berlin

## Karrierestatistik
(Legende zur Spielerstatistik: Sp oder GP = absolvierte Spiele; T oder G = erzielte Tore; V oder A = erzielte Assists; Pkt oder Pts = erzielte Scorerpunkte; SM oder PIM = erhaltene Strafminuten; +/− = Plus/Minus-Bilanz; PP = erzielte Überzahltore; SH = erzielte Unterzahltore; GW = erzielte Siegtore; 1 Play-downs/Relegation; Kursiv: Statistik nicht vollständig)